# Johanna Östlund
Johanna Östlund (Gävle, 1 mei 1987) is een Zweedse schaatsster die in Inzell traint bij de Kia Speedskating Academy.
In het seizoen 2012/2013 maakte Östlund haar debuut op de internationale toernooien, ze rijdt wereldbekerwedstrijden op de 1000, 1500 en 3000 meter en werd 26e op het EK 2013 in Heerenveen. Op de EK 2014 in Hamar werd ze gediskwalificeerd. In 2013 deed ze ook mee aan de wereldkampioenschappen schaatsen sprint 2013 in Salt Lake City maar werd laatste.
Aangezien de kosten van haar schaatscarrière voor haar eigen rekening komen, heeft ze ervoor gekozen om het seizoen 2014/2015 over te slaan. In plaats daarvan heeft ze voedingswetenschappen gestudeerd in Wageningen. In het seizoen 2015/2016 keerde de Zweedse terug op het ijs.

## Persoonlijke records
| Afstand    | Tijd    | Datum            | Baan           |
| ---------- | ------- | ---------------- | -------------- |
| 500 meter  | 40,28   | 27 januari 2013  | Salt Lake City |
| 1000 meter | 1.18,01 | 17 november 2013 | Salt Lake City |
| 1500 meter | 1.59,75 | 16 november 2013 | Salt Lake City |
| 3000 meter | 4.18,63 | 8 november 2013  | Calgary        |
| 5000 meter | 7.33,12 | 15 februari 2014 | Inzell         |

## Resultaten
| Jaar | EK Allround | WK Sprint |
| ---- | ----------- | --------- |
| 2013 | NC26        | NC33      |
| 2014 | DQ2         |           |